# Huvudsta gård

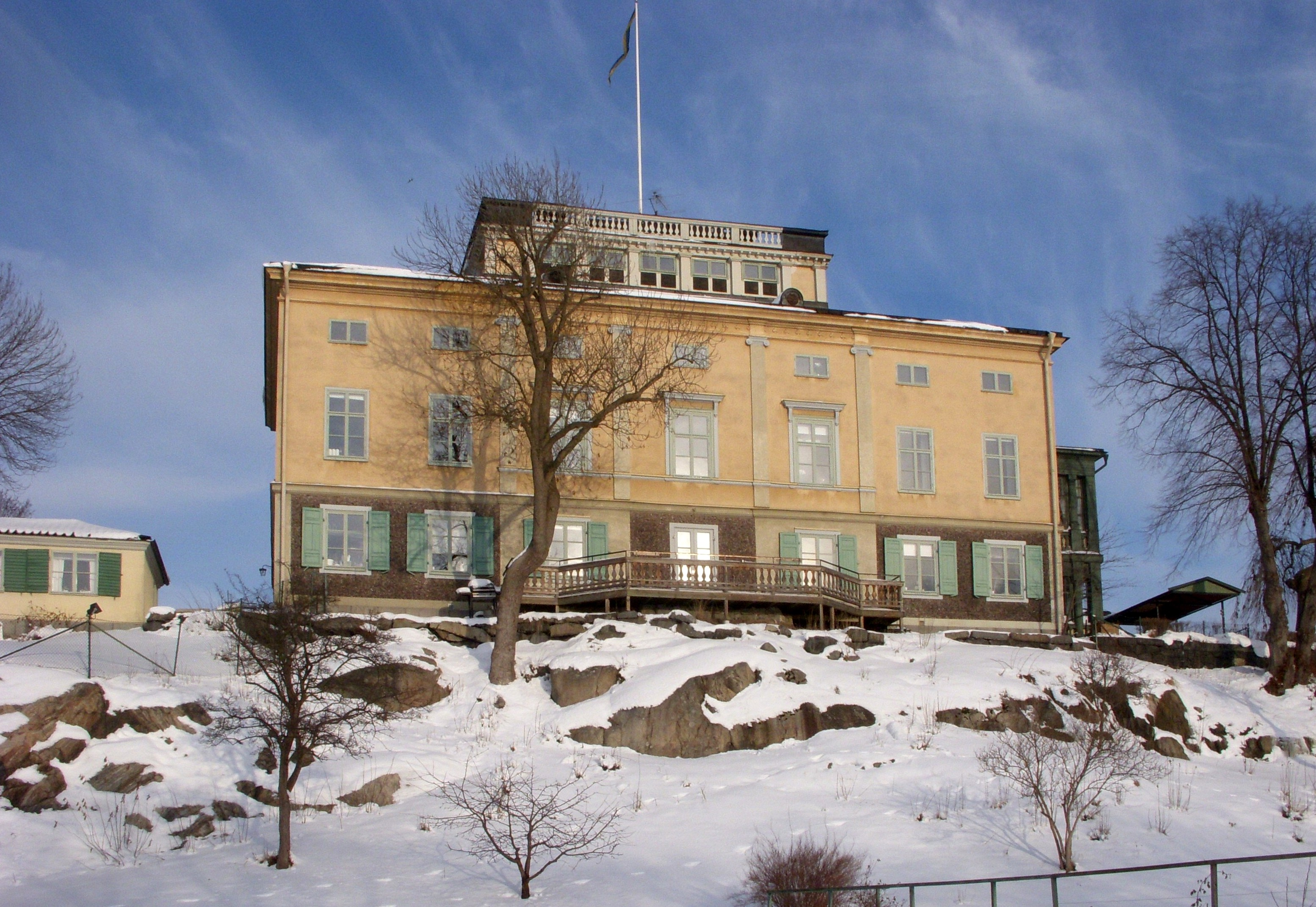
Huvudsta gård, fasad mot Ulvsundasjön, 2011.

Huvudsta gård tidigare Hufvudsta gård är en herrgård i Solna kommun som ligger vid norra sidan av Ulvsundasjön. Nuvarande huvudbyggnad uppfördes 1836 sedan den gamla huvudbyggnaden (nuvarande Huvudsta gamla slott) hade flyttats cirka 300 meter åt nordväst.

## Historik

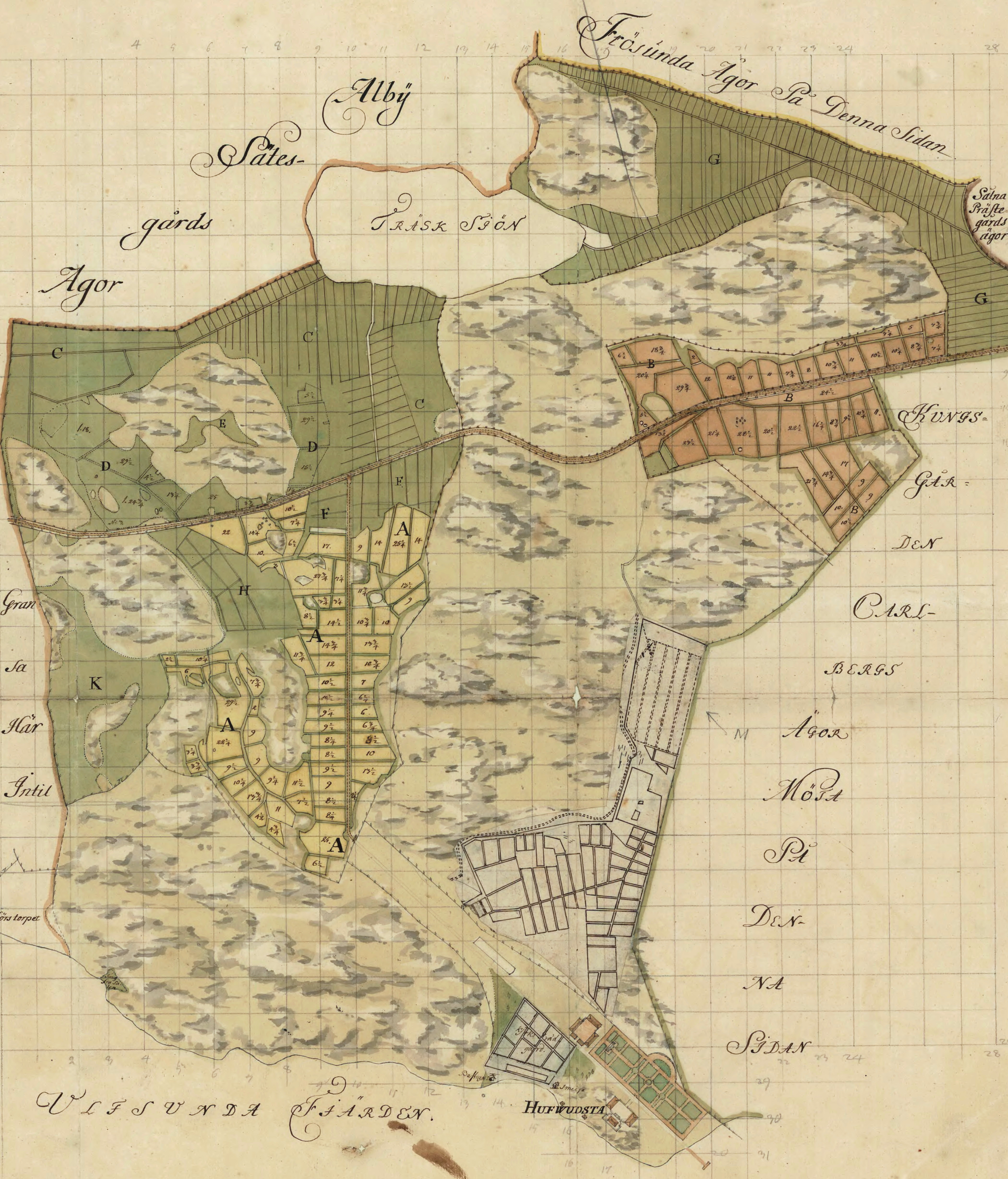
Huvudsta gårds ägor 1753.

Huvudsta gård i Solna socken tillhörde i början av 1600-talet Erik Jöransson Tegel och senare riksamiralen Gustaf Otto Stenbock, som sålde gården 1666. Den var då försedd med det ståtliga corps-de-logi i träarkitektur som avbildats på Gripenhielms mälarkarta. Anmärkningsvärd är den italienskinspirerade trappanläggningen som via trapparmar mot en kolossalpilasterfasad höjde sig mot manbyggnaden, vilket vittnar om en italienutbildad arkitekt. Vid reduktionen indrogs egendomen Huvudsta till kronan. Kommerserådet Anders Plomgren, som 1750 blev ägare till Huvudsta, instiftade 1761 Huvudsta som fideikommiss för sin ätt. Efter Anders Plomgren tog änkan Margaretha Plomgren och slutligen sonen Carl Anders Plomgren över. Han flydde ut ur landet 1782. Plomgrens dotter, Anna Margareta gifte sig med konspiratören greven och "Gustafsvännen" Claes Fredrik Horn. Därmed kom Huvudsta i ätten Horn af Åminnes ägo. 1817 upphävdes fideikommissrätten, och Huvudsta såldes till gelbgjutareåldermannen Johan Wibom, vars ättlingar sedan dess innehaft gården.
Johan Wibom satte 1818 igång med en livlig ombyggnadsverksamhet och lät 1818–1825 nyuppföra samtliga uthus som än i dag står på gården – statbyggnaden, stall- och ladugårdslängorna, vagns- och uthuslängor, iskällare och brännvinsbränneri. (Brännvinsbränneriet hade stor betydelse fram till att det lades ner 1863.) Samtliga dessa hus är putsade eller reveterade med gulockra-slätputs och har brutna tak. Takfotslisten gavs på ett flertal av byggnaderna en mycket karaktäristisk utformning i form av en kraftigt tandsnittsliknande dekor.
Den nuvarande tvåvåningsmanbyggnaden av sten på Huvudsta gård uppfördes 1836 för den ryske ambassadören Peter van Suchtelen, efter ritningar av sändebudet L. Potocki. Suchtelen var en charmerande sällskapsmänniska och en betydande mecenat för konst och litteratur. Sommartid hade han bott i Villa Beylon på Ulriksdals slott där han höll sina samlingar tillgängliga för allmänheten. När hovförvaltningen behövde byggnaden träffade Suchtelen en uppgörelse med Johan Wibom som innebar att Suchtelen på egen bekostnad skulle uppföra en ny huvudbyggnad på Huvudsta.
Den gamla huvudbyggnaden flyttades bort och det nya slottet uppfördes efter ritningar av en rysk arkitekt i Alexander I:s empir. Det har enkla strama former, och bottenvåningens ytterväggar är täckta med små runda stenar som satts fast i putsen, något som förekommer i rysk arkitektur under denna tid. Slottet byggdes i tre våningar och kröns av en större lanternin med balustrad. När det så kallade Nya slottet stod färdigt 1836 dog Suchtelen, 85 år gammal, och han hann troligen aldrig flytta in. Det enda som finns kvar efter honom är de två praktfulla kristallkronorna i övervåningens sal. Efter Suchtelens död övertog Wiboms det nya slottet och flyttade in där 1840. Flygelbyggnaderna som framträder i perspektivteckningen på 1754 års karta reveterades senare i samklang med huvudbyggnaden. Den troligen av Stenbock uppförda huvudbyggnaden skymtar i Sueciavyerna av Karlberg men framförallt är det den lilla gouachen på Gripenhielms Mälarkarta från 1688 som visar hur bebyggelsen då såg ut. Då kom man vanligen med båt från huvudstaden och kom via en sjuarmad (?) trappanläggning upp till huvudbyggnaden som var timrad. Troligen var trappanläggningens pilastersmyckade fasad också av trä. Med all sannolikhet har någon av tidens ledande arkitekter med italienska lantvillor som förebild skapat den gamla, nu försvunna anläggningen.

## Historiska bilder

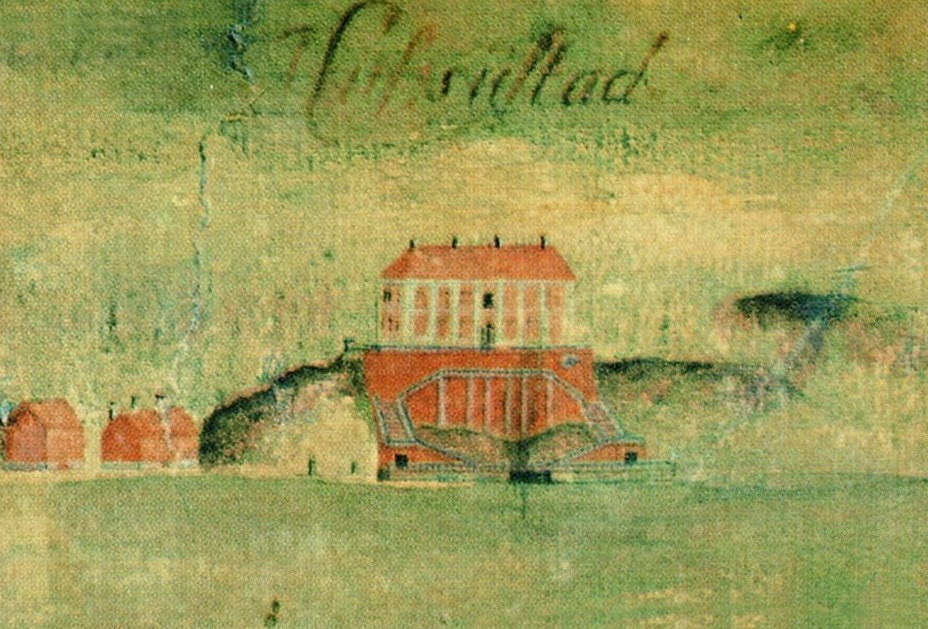
Huvudsta (gamla) gård på Gripenhielms Mälarkarta 1688.
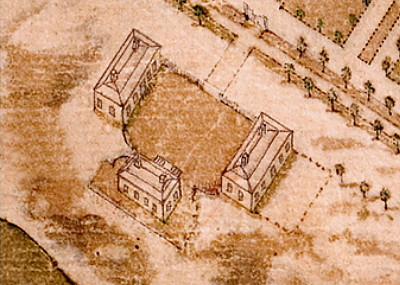
Huvudsta gård på "Charta öfver Hufwudsta" från 1754.
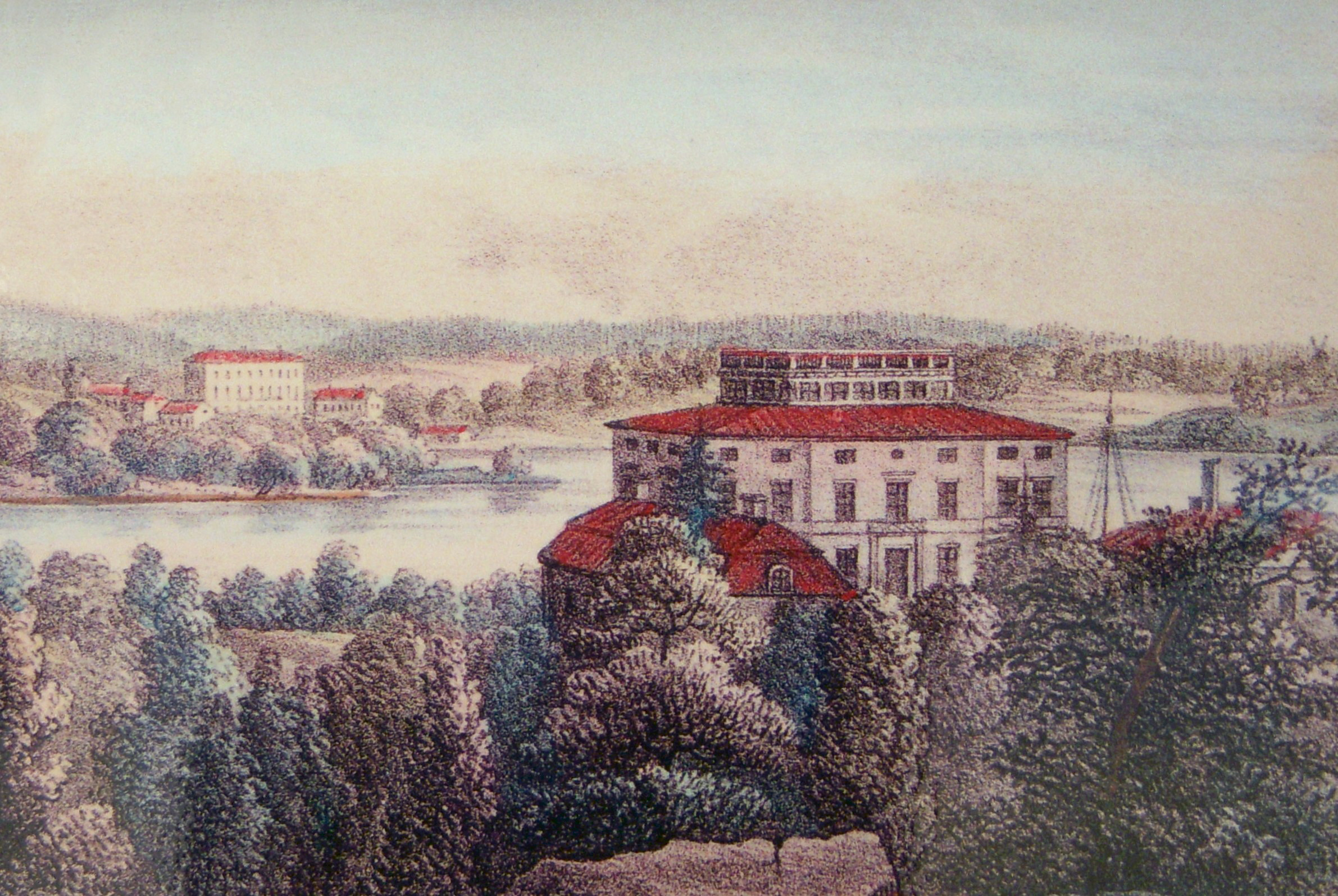
"Nya slottet" vid Huvudsta efter 1836. I bakgrunden syns Ulvsunda slott.
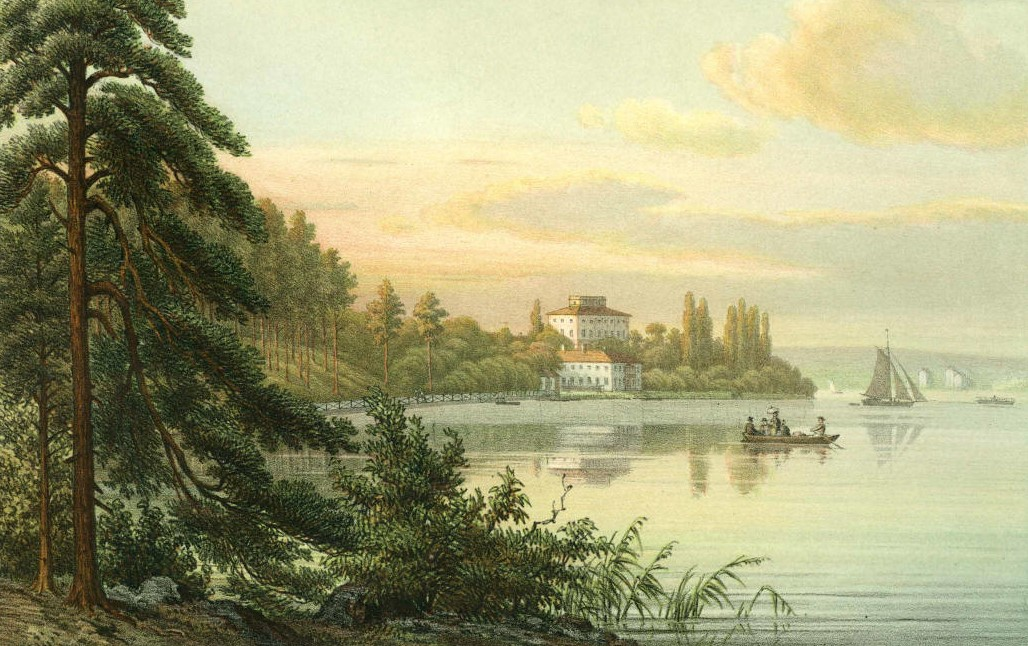
Hufvudsta gård i Solna på 1870-talet, litografi av Alexander Nay.

## Nyare historik
Wibomssläkten har haft förankring i det lokala livet i Solna och har också haft inflytande och påverkan på det. Ålderman Johan Wibom skänkte den första egentliga sockenskolan vid kyrkan 1833, och 1860 började löjtnant Wibom grunden till förortssamhället Nya Huvudsta. Max Wibom hade också stora tobaksodlingar och var politiskt engagerad. 1947 sålde familjen större delen av sitt markinnehav till ett fastighetsaktiebolag, utom själva slottet med flyglar och den närmaste parken väster om allén. 
Mellan 1818 och 1825 nyuppfördes samtliga uthus, som än i dag står på gården, d.v.s. statbyggnaden, stallet, ladugårdslängorna, vagns- och uthuslängorna, iskällaren samt det då ack så viktiga brännvinsbränneriet. De är samtliga reveterade med ockragul slätputs, och de flesta har en takfotslist utformad som en tandsnittsfris.
Stallet kompletterades 1981 med ett ridhus och ett klubbhus ritade av arkitekten Stellan Wrethagen. Gårdens samtliga byggnader har renoverats pietetsfullt under senare år, och mitt på den grusade gårdsplanen har skulpturen Dimman av Gusten Lindberg rests. På Huvudsta gård bedrivs sedan 1999 konferens- och restaurangverksamhet.

## Bilder från området

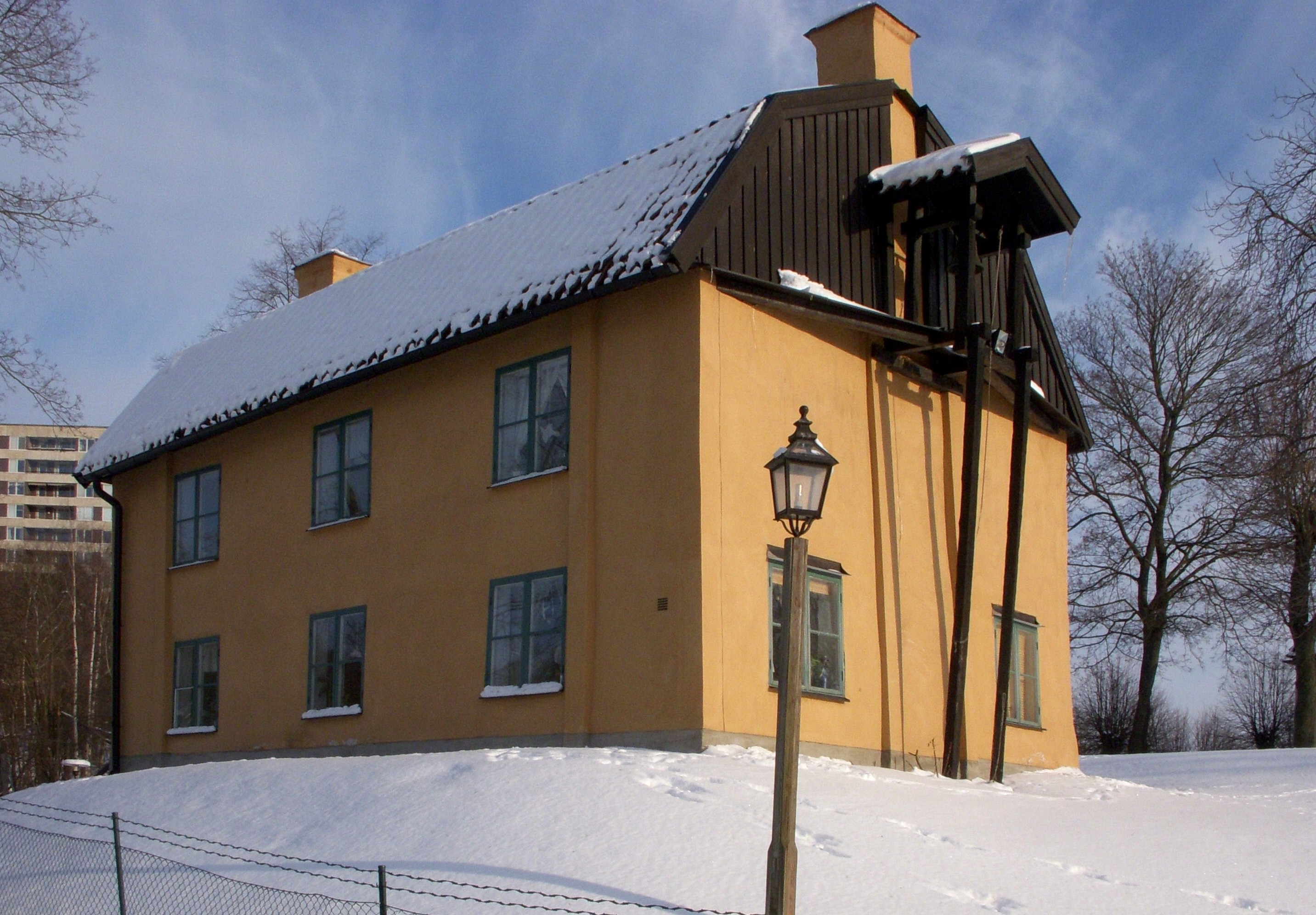
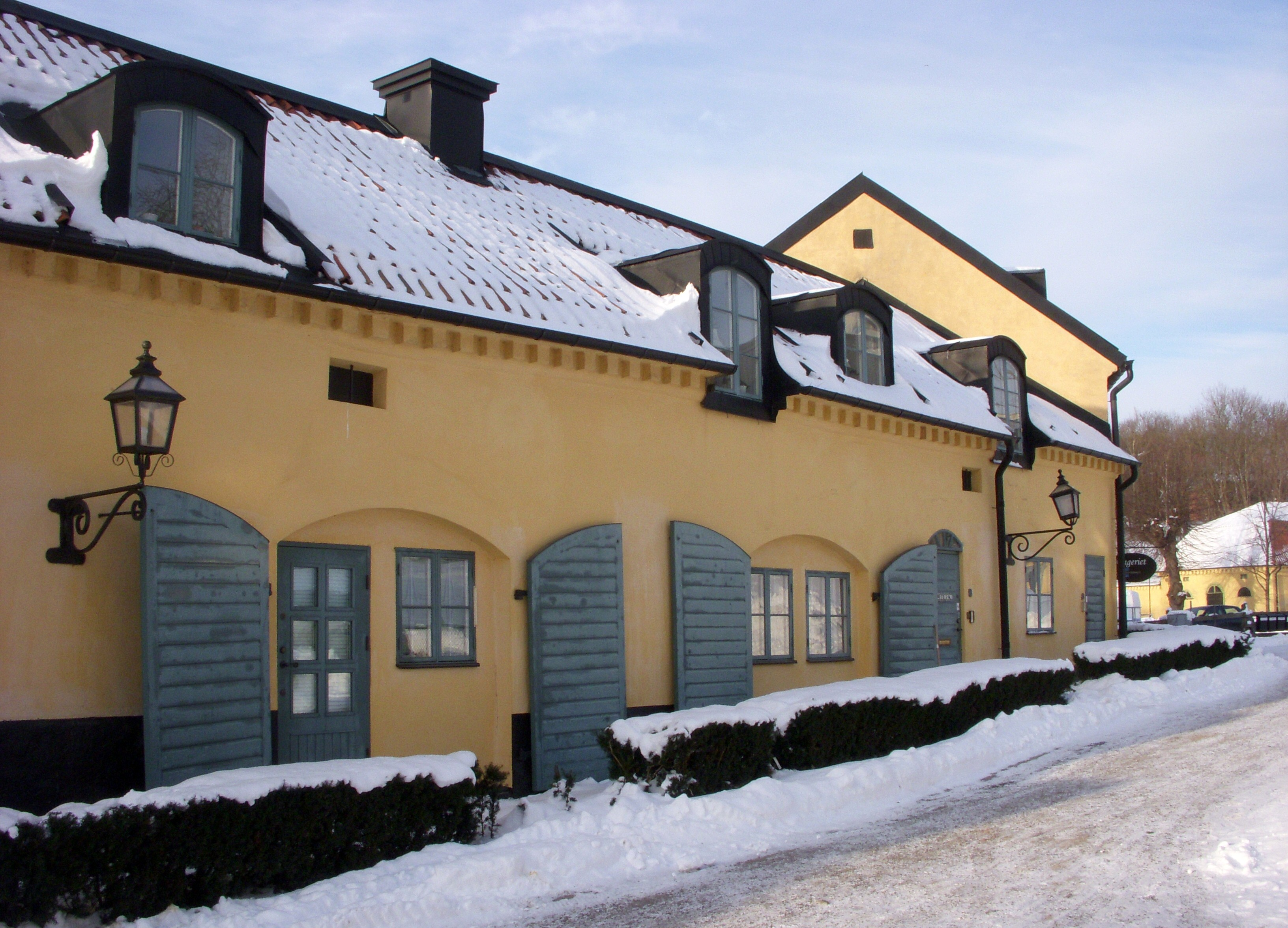
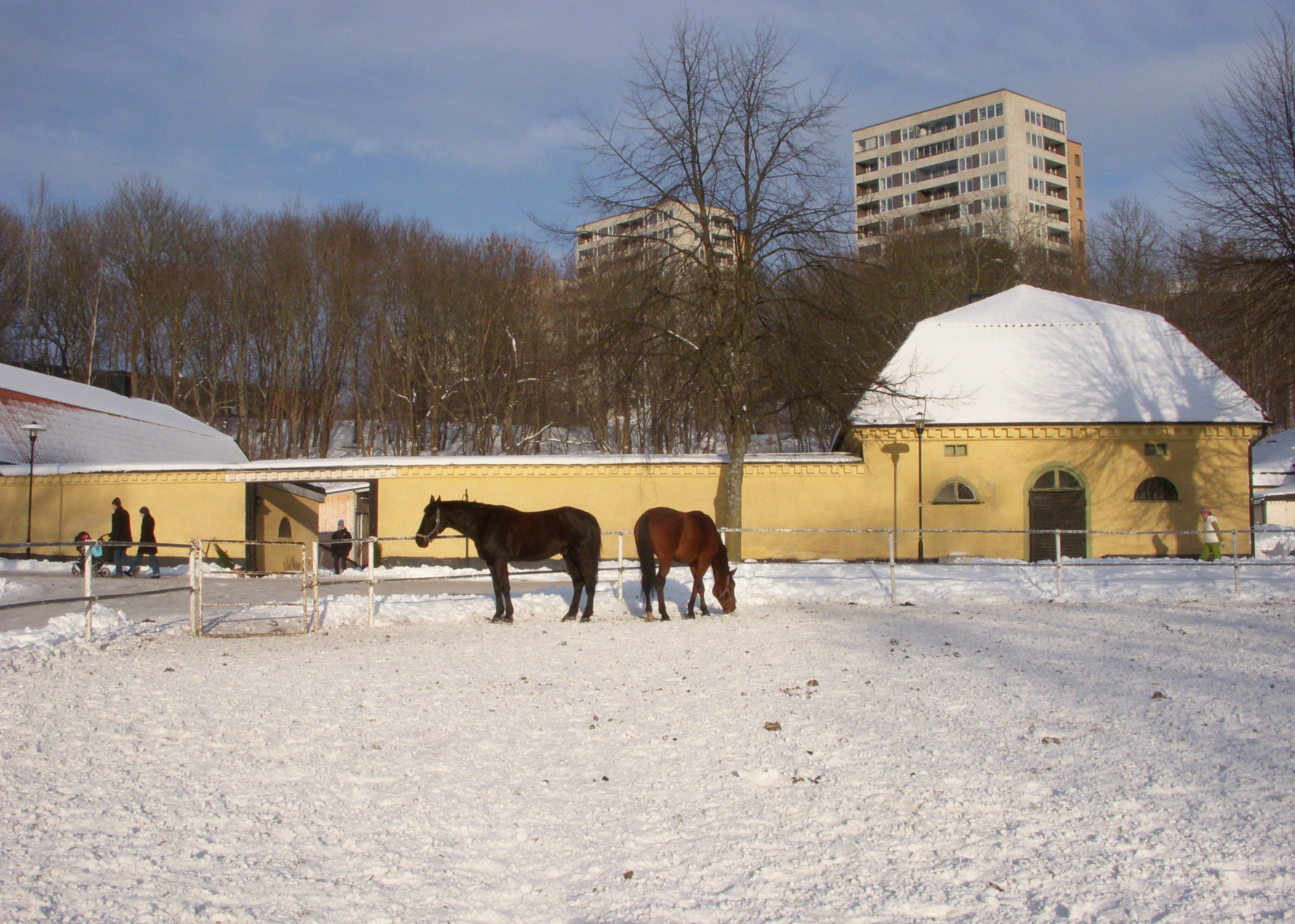
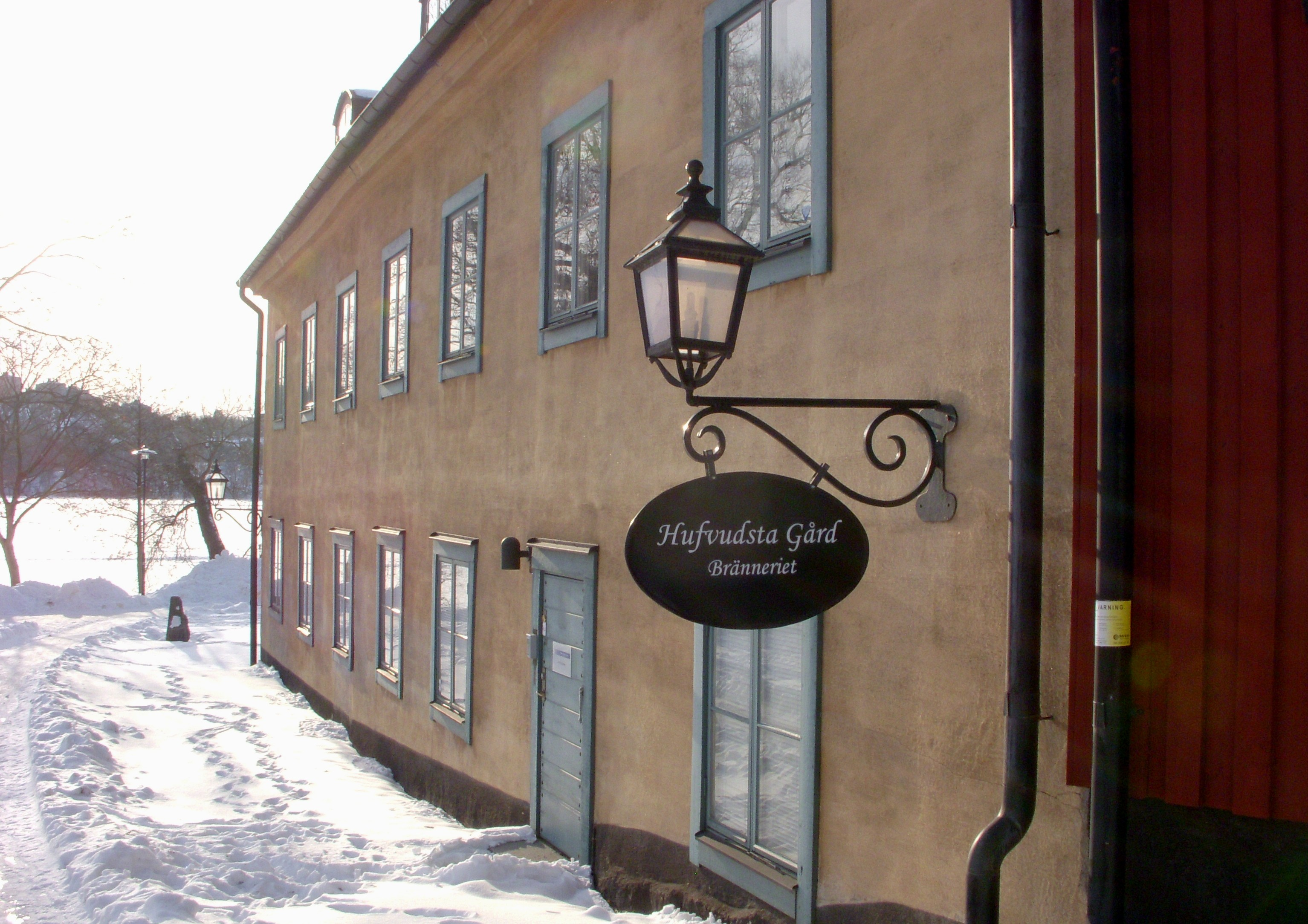

## Bilder huvudbyggnaden

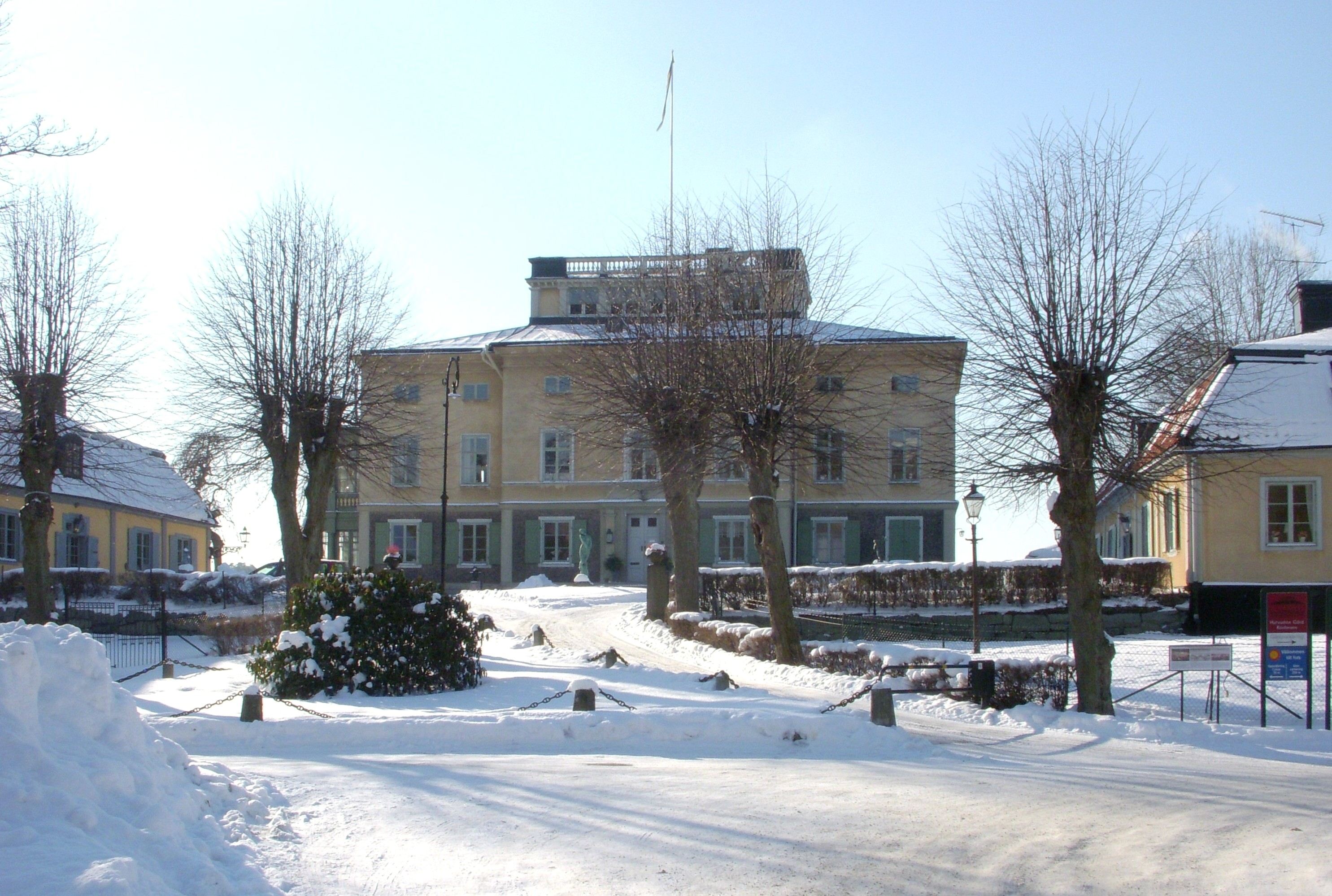
Fasad mot norr
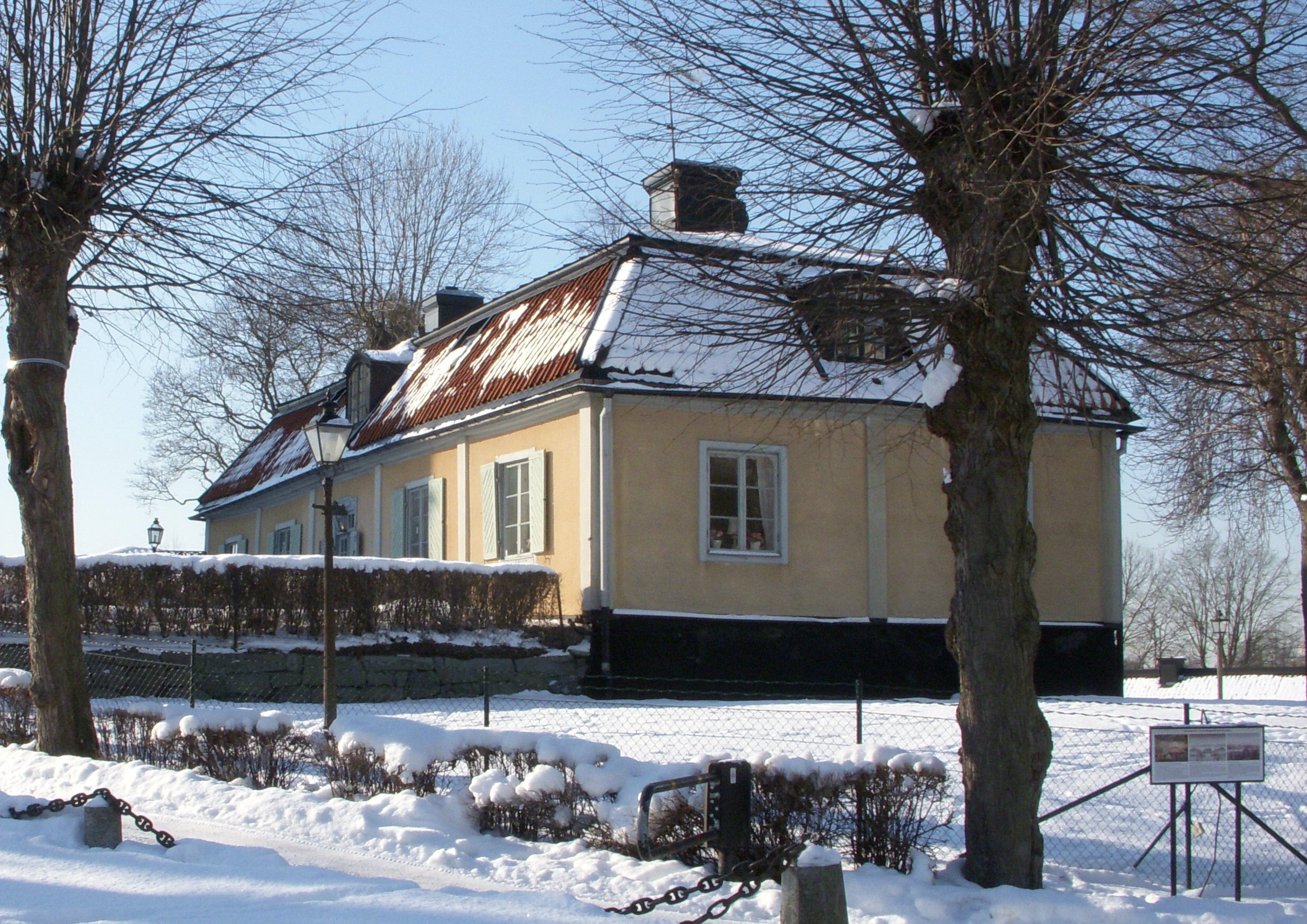
Västra flygeln
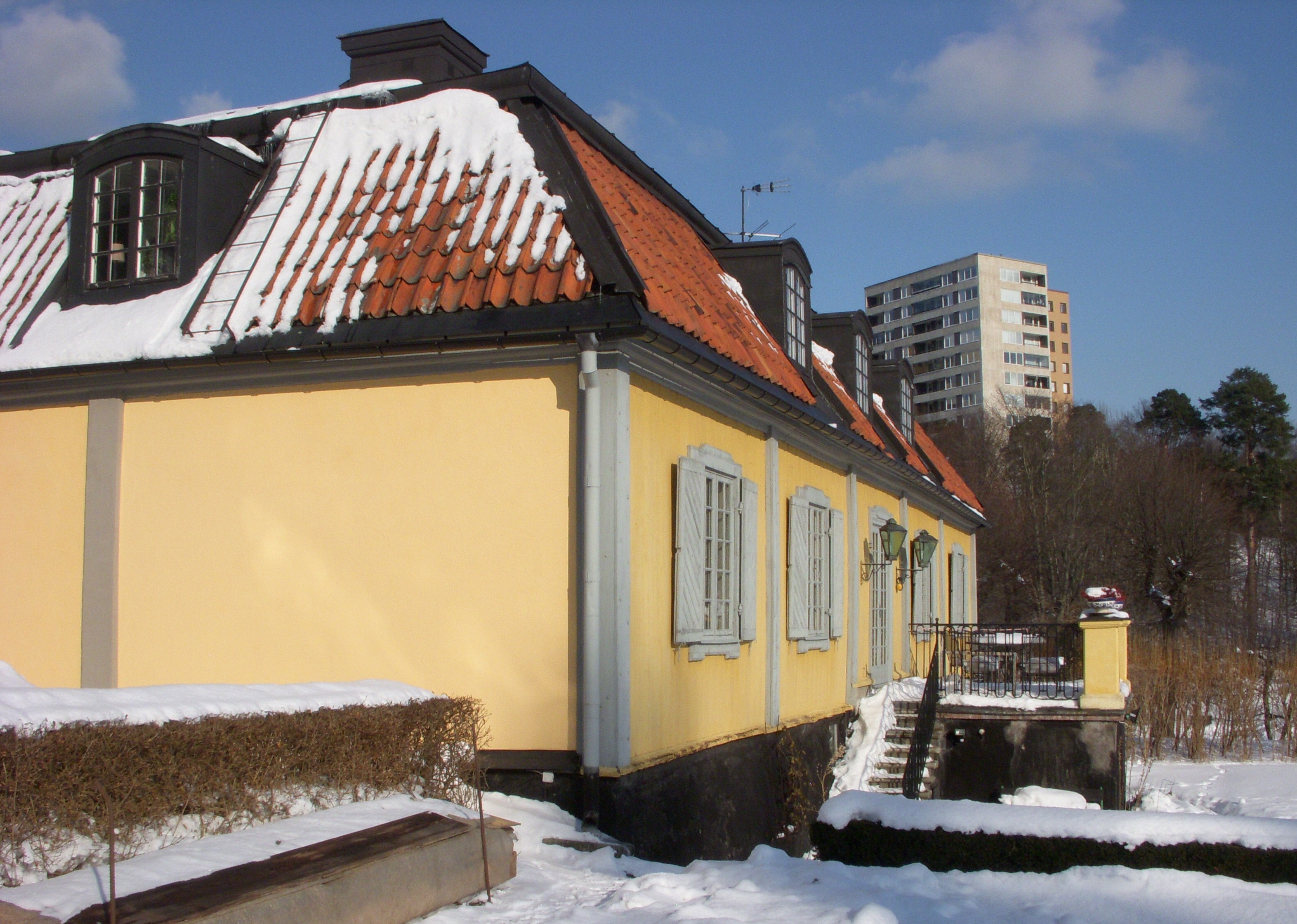
Östra flygeln
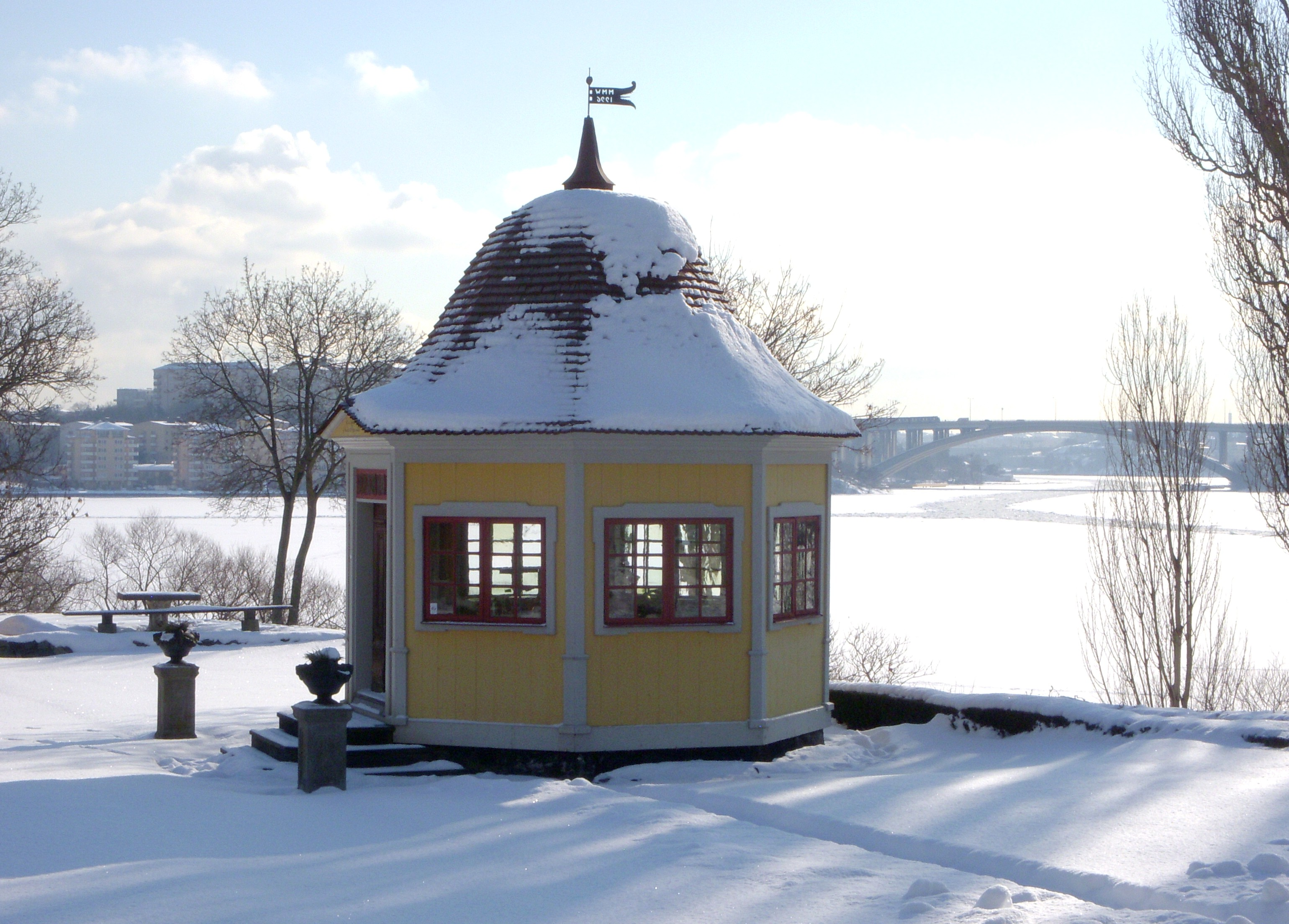
Lusthuset